# El Aguajito (centrala Sinaloa kommun)
El Aguajito är en ort i Mexiko.   Den ligger i kommunen Sinaloa och delstaten Sinaloa, i den västra delen av landet, 1 200 km nordväst om huvudstaden Mexico City. El Aguajito ligger 170 meter över havet och antalet invånare är 127.
Terrängen runt El Aguajito är kuperad åt nordost, men åt sydväst är den platt. Runt El Aguajito är det glesbefolkat, med 19 invånare per kvadratkilometer. Närmaste större samhälle är Sinaloa de Leyva, 14,7 km väster om El Aguajito. I omgivningarna runt El Aguajito växer huvudsakligen savannskog.